# (1313) Berna
(1313) Berna ist ein Asteroid des Hauptgürtels, der am 24. August 1933 vom belgischen Astronomen Sylvain Julien Victor Arend in Ukkel entdeckt wurde.
Der Asteroid wird von dem natürlichen Satelliten S/2004 (1313) 1, der einen Durchmesser von ca. 15,2±6,2 Kilometern aufweist, im sehr geringen Abstand von 35 km und mit einer Umlaufzeit von 1,061±0,005 Tagen umkreist.
Der Asteroid wurde auf Wunsch des Orbit-Berechners, Sigmund Mauderli, nach der Schweizer Bundesstadt Bern benannt.